# Thymus leucospermus
Thymus leucospermus — вид рослин родини глухокропивові (Lamiaceae), ендемік Греції.

## Опис
З його великими квітами (9–15 мм) і широко черешковими листям і приквітками він поверхнево нагадує більше Acinos, ніж Thymus. 

## Поширення
Ендемік центральної й північно-західної Греції.
Населяє вапнякові та кам'янисті місця, на висотах від 1800 до 2500 м.